# Nothberg
Informații suplimentare: Notberg

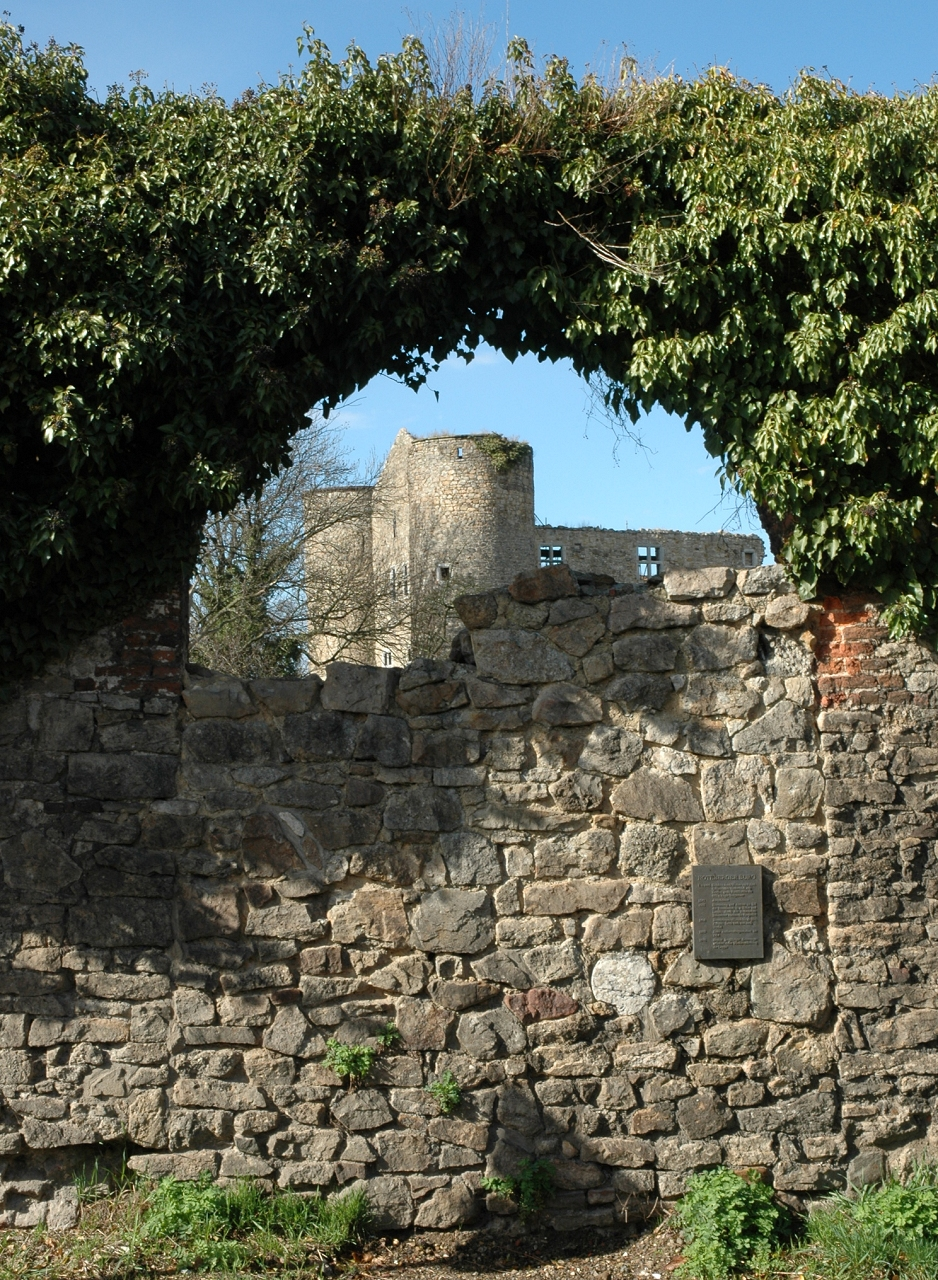
Ruinele cetății Nothberg

Nothberg este un loc de pelerinaj din Renania de Nord-Westfalia, Germania, din anul 1932 este cartierul din sudul orașului Eschweiler care se află în apropiere de Aachen. Prin Nothberg pârăurile  Otterbach și Omerbach care se vor vărsa în râul Inde. Lângă Nothberg se află o mină de cărbuni care a fost închisă în anul 1944, aici au loc întruniri festive cu ocazia carnavalului. În Nothberg a crescut actrița porno Michaela Schaffrath.